# Luis de Anhalt-Köthen
Luis de Anhalt-Köthen (Köthen, 25 de septiembre de 1778 - Köthen, 16 de septiembre de 1802) fue un príncipe alemán de la Casa de Ascania.
Era el tercer hijo varón del Príncipe Carlos Jorge Lebrecht de Anhalt-Köthen, y de su esposa Luisa Carlota, hija del Duque Federico de Schleswig-Holstein-Sonderburg-Glücksburg.

## Biografía
Iniciándose en 1798 fue Mayor en el Regimiento del Rey en el servicio danés, donde recibió su entrenamiento militar. En 1801, renunció al servicio danés y se pasó al servicio prusiano.
La muerte de su hermano Carlos Guillermo en 1793 hizo de Luis el siguiente en la línea de sucesión de Anhalt-Köthen, precedido solo por su hermano mayor Augusto Cristián Federico.
Su temprana muerte impidió que finalmente heredara Köthen, pero su hijo Luis Augusto sucedió a su tío en Anhalt-Köthen cuando este murió diez años más tarde.

## Matrimonio e hijos
En Darmstadt el 20 de septiembre de 1800 Luis contrajo matrimonio con Luisa Carolina Teodora Amalia (Darmstadt, 15 de enero de 1779 - Köthen, 18 de abril de 1811), hija de Luis I, Gran Duque de Hesse y del Rin. Tuvieron dos hijos:
1. Federico Guillermo Augusto (Halle an der Saale, 7 de julio de 1801 - Köthen, 29 de octubre de 1801).
2. Luis Augusto Carlos Federico Emilio, Duque de Anhalt-Köthen (nacido póstumamente, Köthen, 20 de septiembre de 1802 - Leipzig, 18 de diciembre de 1818).

- Datos: Q90178